# Peribatodes illineata
Peribatodes illineata är en fjärilsart som beskrevs av Karl Schawerda 1927. Peribatodes illineata ingår i släktet Peribatodes och familjen mätare. Inga underarter finns listade i Catalogue of Life.